# Národní liga pro demokracii

Vlajka Národní ligy pro demokracii

Národní liga pro demokracii (barmsky အမျိုးသားဒီမိုကရေစီအဖွဲ့ချုပ်) je demokraticko-socialistická politická strana v Barmě (Myanmaru). Je u moci od vítězství v parlamentních volbách z listopadu 2015, jimiž byl ukončen proces přechodu od vojenské diktatury k demokracii.
Strana byla založena v září 1988 a je vedena Aun Schan Su Ťij, která dodnes vykonává funkci hlavního tajemníka. Ve volbách v roce 1990 zvítězila nad vládní stranou, když získala 7 943 622 hlasů (58,7 %) a 392 mandátů (z 492). Výsledky ale vládnoucí vojenská junta prohlásila za neplatné a odmítla jí předat moc.